# Say One for Me
Say One for Me is een Amerikaanse muziekfilm uit 1959 onder regie van Frank Tashlin. Destijds werd de film in Nederland uitgebracht onder de titel Wel en wee van Broadway.

## Verhaal
Pastoor Conroy heeft zijn parochie in de buurt van Broadway en zijn parochianen bestaan dus uit sterren uit de wereld van het variété. Hij raakt betrokken bij het revuedanseresje Holly LeMaise en een liefdadigheidsevenement voor de televisie.

## Rolverdeling
| Acteur           | Personage      |
| ---------------- | -------------- |
| Bing Crosby      | Pastoor Conroy |
| Debbie Reynolds  | Holly LeMaise  |
| Robert Wagner    | Tony Vincent   |
| Ray Walston      | Phil Stanley   |
| Les Tremayne     | Harry LeMaise  |
| Connie Gilchrist | Mary           |
| Frank McHugh     | Jim Dugan      |
| Joe Besser       | Joe Greb       |
| Alena Murray     | Sunny          |
| Stella Stevens   | Chorine        |
| Nina Shipman     | Fay Flagg      |
| Sebastian Cabot  | Mgr. Stratford |
| Judy Harriet     | June January   |